# Eugene Figg
Eugene Cecil Figg (* 4. August 1936 in Charleston (South Carolina); † 20. März 2002 in Tallahassee) war ein US-amerikanischer Bauingenieur. 
Figg erhielt seinen Abschluss als Bauingenieur 1958 von The Citadel in Charleston. 
1978 gründete er mit Jean M. Muller Figg and Muller Engineers. Sie übertrugen die Erfahrungen von Muller mit modernen Brückenbauverfahren aus Frankreich bzw. Europa (wie Betonsegmentbrücken) in die USA. 1988 wurde er alleiniger Inhaber von Figg Bridge Design in Tallahassee. 
Zu ihren Brückenentwürfen gehören die Sunshine Skyway Bridge, die Seven Mile Bridge in den Florida Keys, das Linn Cove Viaduct und die Natchez Trace Parkway Arches.
1989 gründete er das American Segmental Bridge Institute. Er war Mitglied der National Academy of Engineering. 2000 erhielt er den John A. Roebling Award der International Bridge Conference der ESWP (Engineers Society of Western Pennsylvania).